# Faurea rubriflora
Faurea rubriflora là một loài thực vật có hoa trong họ Quắn hoa. Loài này được Marner miêu tả khoa học đầu tiên năm 1989.